# Schloss Dresow
Das Schloss Dresow ist ein Herrenhaus im  polnischen Dreżewo, Woiwodschaft Westpommern, das als Ruine erhalten ist. Das Gut war über Jahrhunderte Sitz der Familie von Karnitz. 1804 wurde das Gut von Heinrich Victor Sigismund von Oertzen und Friedrich von Jasmund erworben. Im Jahr 1828 war der Eigentümer von Dresow und des nahe gelegenen Karnitz der Stettiner Kaufmann Wietzlow. In den 1830er Jahren wurde das Dorf vom Guts- und Bauernland getrennt.
Ab 1874 war die Familie von Bonin Besitzer. Das Herrenhaus wurde 1863 errichtet, brannte aber 1890 ab und wurde verändert wiederaufgebaut.
Das Gebäude ist heute ruinös. Im neun Hektar großen Landschaftspark wachsen Ginkgo und Edelkastanien.